# 仲町六絵
仲町 六絵（なかまち ろくえ、1977年 - ）は日本の小説家。女性。

## 経歴・人物
愛知県生まれ。しかし生後間もない頃には奈良県の平城京周辺で育った。また大学時代は京都府北白川周辺に住んだという。現在、大阪市在住。
もともとは歌人として、『塔』短歌会員として活動。京都大学短歌会にも参加し、同時期の会員に島田幸典や澤村斉美らがいる。20代の初めから半ばにかけては短歌誌に毎月投稿し、NHK歌壇などに投稿した短歌が採用されるも、大阪に転居した途端に歌が詠めなくなってしまう。しばらくの空白を経て物の怪の物語を、掌編小説を中心に書き始め、古本小説大賞を始め懸賞小説などに投稿した。怪談に魅入られたきっかけは子どものころに読んだ児童向けの雨月物語であったという。
2008年、「鳥の家」にて第6回ビーケーワン怪談大賞 優秀賞を受賞。2009年、「水晶橋ビルヂング」にて第7回ビーケーワン怪談大賞 優秀賞を受賞。2010年、「おいでるかん」にて第5回『幽』怪談文学賞に佳作入選。同年、「雪まろの夏」にて第20回ゆきのまち幻想文学賞 入選。同年、「砂の兵団～BATTLE DOLL MASTERS～」にて第8回jump Novel Grand Prixテーマ部門 (テーマ「好敵手」) 候補作。同年、「典医の女房」にて、短編ながら第17回電撃小説大賞 メディアワークス文庫賞受賞。2011年5月、「典医の女房」に続編3話を加筆した連作短編集『霧こそ闇の』（メディアワークス文庫）にて本格的に作家デビュー。
現在はメディアワークス文庫から『からくさ図書館来客簿』シリーズや『南都あやかし帖』など、日本の歴史に取材したファンタジー作品を発表している。

## 評価
デビュー作『霧こそ闇の』の帯には、中山義秀文学賞受賞作家の上田秀人が、次のような推薦文を寄せている。
また、京大ＳＦ・幻想文学研究会の企画した「本格ライトノベル大賞32選」においては、『霧こそ闇の』は「巧すぎてカテゴリエラー」「時代ものの筆致」と書かれ、ライトノベルの枠に収まらない作品として評価された。

## 作品リスト

### 書籍
シリーズ外作品
- 霧こそ闇の（メディアワークス文庫 2011年5月）ISBN 978-4-04-870495-3
- 夜明けを知らずに―天誅組余話（メディアワークス文庫 2012年5月）ISBN 978-4-04-886623-1
- 南都あやかし帖 〜君よ知るや、ファールスの地〜（メディアワークス文庫 2015年3月）ISBN 978-4-04-865070-0
- 奈良町ひとり陰陽師（メディアワークス文庫 2017年6月）ISBN 978-4-04-893230-1
- アンティーク弁天堂の内緒話（幻冬舎文庫 2018年1月）ISBN 978-4-344-42691-7

からくさ図書館来客簿シリーズ
- からくさ図書館来客簿 〜冥官・小野篁と優しい道なしたち〜（メディアワークス文庫 2013年5月）ISBN 978-4-04-891704-9
- からくさ図書館来客簿 第二集 〜冥官・小野篁と陽春の道なしたち〜（メディアワークス文庫 2014年3月）ISBN 978-4-04-866465-3
- からくさ図書館来客簿 第三集 〜冥官・小野篁と短夜の昔語り〜（メディアワークス文庫 2014年11月）ISBN 978-4-04-869116-1
- からくさ図書館来客簿 第四集 〜冥官・小野篁と夏のからくり〜（メディアワークス文庫 2015年9月）ISBN 978-4-04-865461-6
- からくさ図書館来客簿 第五集 〜冥官・小野篁と剣鳴る秋〜（メディアワークス文庫 2016年3月）ISBN 978-4-04-865912-3
- からくさ図書館来客簿 第六集 〜冥官・小野篁と雪解けの歌〜（メディアワークス文庫 2016年10月）ISBN 978-4-04-892492-4

あやかしとおばんざいシリーズ
- あやかしとおばんざい 〜ふたごの京都妖怪ごはん日記〜（メディアワークス文庫 2016年6月）ISBN 978-4-04-892227-2
- あやかしとおばんざい2 〜ふたごの京都妖怪ごはん日記〜（メディアワークス文庫 2017年2月）ISBN 978-4-04-892679-9

京都西陣なごみ植物店シリーズ
- 京都西陣なごみ植物店 「紫式部の白いバラ」の謎 （PHP文芸文庫 2017年5月）ISBN 978-4-569-76705-5
- 京都西陣なごみ植物店2 「安倍晴明が愛した桔梗」の謎（PHP文芸文庫 2018年3月）ISBN 978-4-569-76815-1
- 京都西陣なごみ植物店3 「明智光秀が潜んだ竹藪」の謎（PHP文芸文庫 2018年11月）ISBN 978-4-569-76865-6

おとなりの晴明さんシリーズ
- おとなりの晴明さん 〜陰陽師は左京区にいる 〜（メディアワークス文庫 2017年10月）ISBN 978-4-04-893464-0
- おとなりの晴明さん 第二集 〜陰陽師は初夏に縁を導く〜（メディアワークス文庫 2018年5月）ISBN 978-4-04-893834-1
- おとなりの晴明さん 第三集 〜陰陽師は夏の星を祝う〜（メディアワークス文庫 2018年9月）ISBN 978-4-04-912116-2
- おとなりの晴明さん 第四集 〜陰陽師は月の女神と出逢う〜（メディアワークス文庫 2019年2月）ISBN 978-4-04-912342-5
- おとなりの晴明さん 第五集 〜陰陽師は雪の文様を愛でる〜（メディアワークス文庫 2019年7月）ISBN 978-4-04-912729-4
- おとなりの晴明さん 第六集 〜陰陽師は狐の花嫁を守る〜（メディアワークス文庫 2020年2月）ISBN 978-4-04-913087-4
- おとなりの晴明さん 第七集 〜陰陽師は水の神と歌う〜（メディアワークス文庫 2020年8月）ISBN 978-4-04-913387-5
- おとなりの晴明さん 第八集 〜陰陽師は金の烏と遊ぶ〜（メディアワークス文庫 2021年1月）ISBN 978-4-04-913639-5

### アンソロジー収録・雑誌寄稿作品
「」内が仲町六絵の作品
- 『ゆきのまち幻想文学賞小品集20 もうひとつの階段』《編：ゆきのまち通信》（企画集団ぷりずむ 2011年4月）ISBN 978-4-906691-37-1 「雪まろの夏」
- 『電撃文庫MAGAZINE』Vol.53（KADOKAWA 2016年12月10日発行）全国書誌番号:01018710「奈良町ひとり陰陽師」

ビーケーワン怪談大賞傑作選
- 『てのひら怪談2』《編:加門七海・福澤徹三・東雅夫》（ポプラ社 2007年12月)ISBN 978-4-591-10010-3 「せがきさん」
- 『てのひら怪談 百怪繚乱篇』《編:加門七海・福澤徹三・東雅夫》（ポプラ社 2008年6月)ISBN 978-4-591-10387-6 「目を摘む」
- 『てのひら怪談 庚寅』《編:加門七海・福澤徹三・東雅夫》（ポプラ文庫 2010年6月)ISBN 978-4-591-11859-7 「水晶橋ビルヂング」「鳥の家」

### 雑誌掲載コラム
- 歴史魂　vol.12　（株式会社アスキー・メディアワークス　2013年6月6日発行）全国書誌番号:01027395

　　― 英傑私がたり　「第六天魔王、あるいは尾張の大うつけがいる日常」収録。

### WEB書下ろし小説
公開終了
- メディアワークス文庫公式サイト「ウェブ書下ろし小説」
  - 第5回「庄五郎の槍 ―龍馬の仇討ち人―」－『夜明けを知らずに』番外編
  - 第16回「スモモもモモも桃のうち」－『からくさ図書館来客簿』番外編
  - 第38回「ファールス風青菜の煮込みと神仏のいたずら」－『南都あやかし帖』番外編
  - 「猫絵の名前」（おとなりの晴明さん 第二集『蛍ほろほろ』番外編）
  - 「猫の手」（おとなりの晴明さん 第四集 番外編）